# MUX F
Il multiplex F della SRG SSR è stato un multiplex di 4 canali in onda sulla televisione digitale terrestre, irradiato esclusivamente nell'area francofona della Svizzera; la sua composizione differiva dai mux irradiati nella Svizzera italiana ed in quella tedesca per la presenza di entrambi i canali della RTS (nelle altre aree linguistiche svizzere era presente solo RTS Un).

## Composizione
Il multiplex si componeva dei canali RTS Un e RTS Deux, canali francofoni dell'ente televisivo statale svizzero, RSI LA1 e SRF 1, prime emittenti delle altre aree linguistiche elvetiche (la presenza di SRF 1 permette anche la rappresentanza della popolazione svizzera di lingua retoromancia, dato che alcuni programmi della tv svizzera in romancio sono diffusi all'interno della programmazione di SRF 1).